# San Antonio de los Cobres

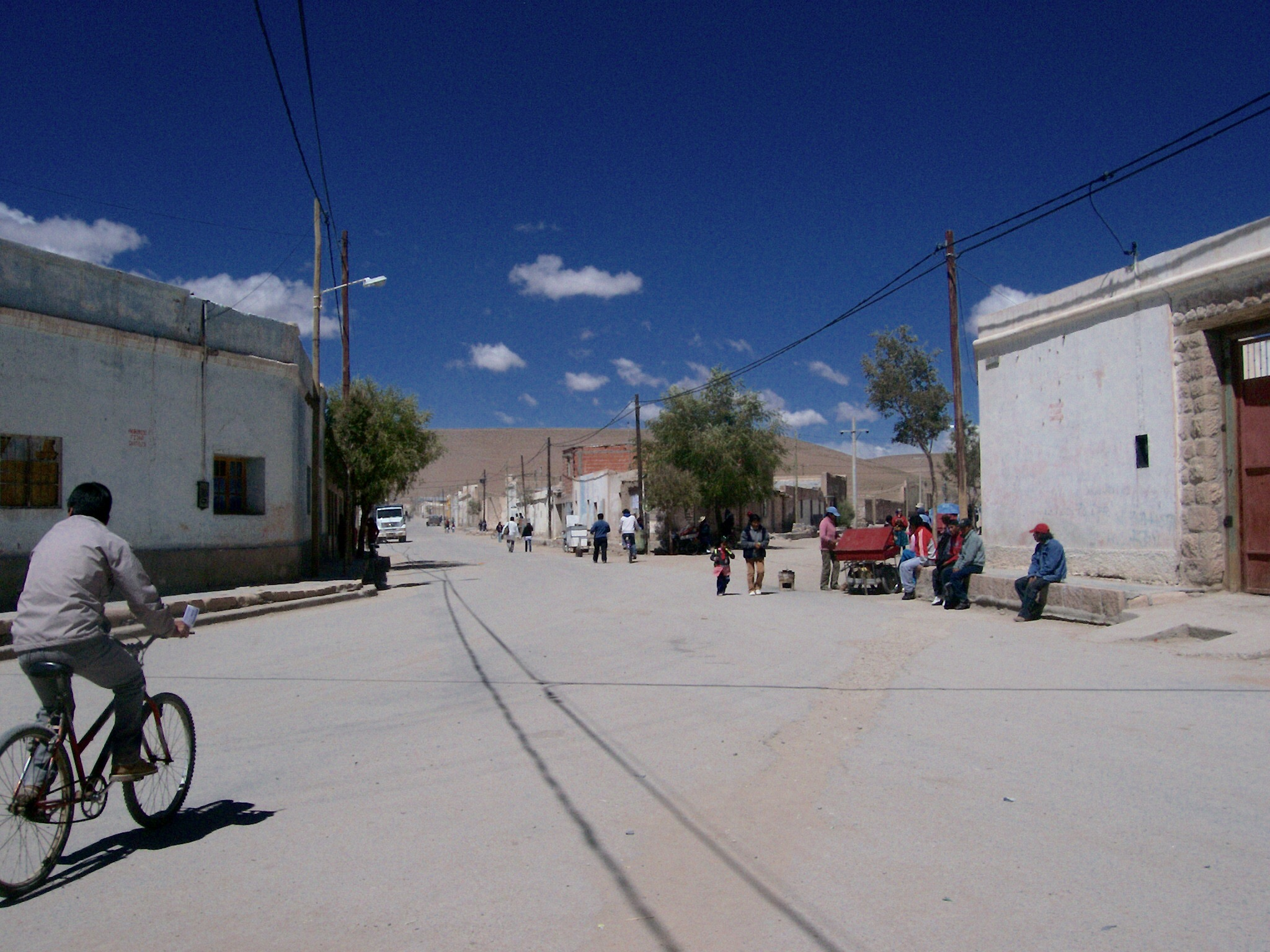
Vista de una calle.

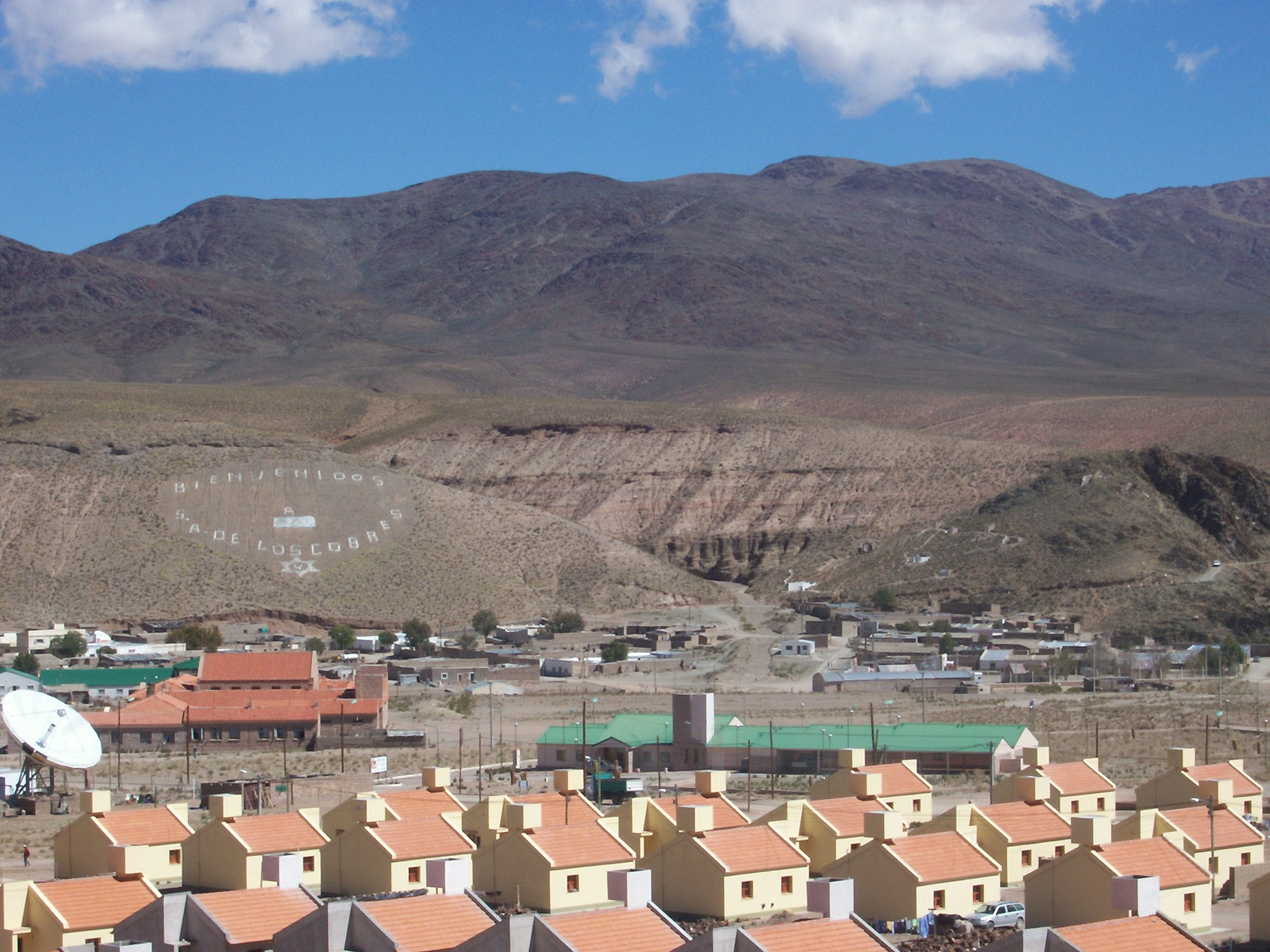
San Antonio de los Cobres.

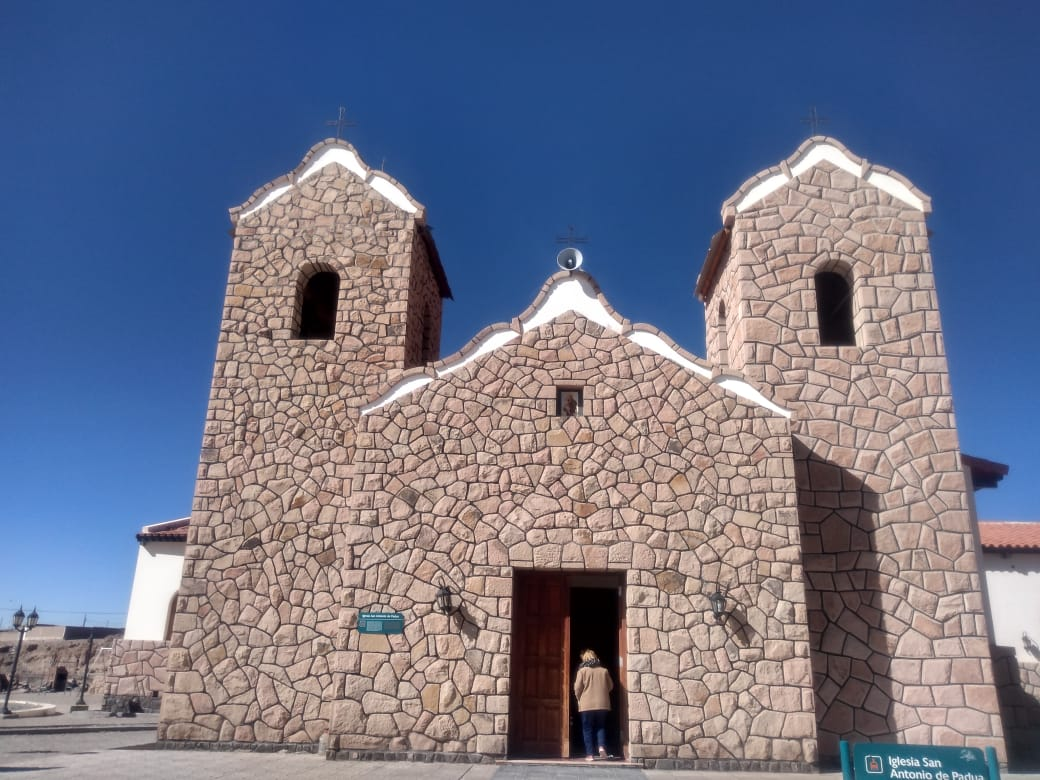
Parroquia San Antonio de Padua. Fue erigida en la primera década del.

San Antonio de los Cobres es la ciudad cabecera del departamento Los Andes, ubicada en el oeste de la provincia de Salta y en el noroeste de la Argentina.

## Toponimia
Su nombre es epónimo de San Antonio, protector de mulas, patrono de arrieros y viajeros, en combinación con la cercanía de la sierra de Cobre, rica en este mineral.
Tal como lo demuestran los diferentes testimonios histórico-documentales la «feria de Sumalao» en el Valle de Lerma tuvo grandes ejes económicos: primeramente las mulas y su enorme tráfico a Potosí que convirtieron a Sumalao en la principal feria de mulas del mundo entre principios del siglo XVII y fines del siglo XVIII y, posteriormente, las grandes tropas de toros que se llevaban desde el valle, atravesando la quebrada homónima hasta las salitreras de Chile entre mediados del siglo XIX y principios del siglo XX, las que cruzaban íntegramente la Puna de Atacama.
Este floreciente comercio hizo posteriormente necesaria la planificación del ramal C14 del Ferrocarril General Manuel Belgrano; también de carreteras (actual Ruta Nacional 51) y la fundación del pueblo en territorio habitado desde hacía aproximadamente 4.000 años por atacameños.
El cráter marciano Cobres (cráter) se llama así en honor a esta ciudad.

## Geografía
Se ubica a 164 km al noroeste de la ciudad de Salta, y a una altitud de 3775 m s. n. m., siendo el centro urbano más elevado del país tras El Aguilar, en la provincia de Jujuy, y en la confluencia del torrencial y altamente erosivo río Toro —que desciende desde la Puna— con el río San Antonio de los Cobres, en la parte más baja de la quebrada del Toro que sirve de ancestral acceso a la Puna de Atacama por la ruta nacional 51 y por el famoso Tren de las Nubes.
Su clima es seco y frío con vientos fuertes y constantes, condiciones climáticas muy duras, especialmente en los meses invernales de junio, julio y agosto. Posee durante todo el año un clima ventoso y muy frío, sus temperaturas extremas que oscilan entre los 20 °C durante el día y -25 °C en las frías noches de invierno, como consecuencia directa de la considerable altitud de su ubicación geográfica de 3775 m s. n. m. La ciudad es muy antigua recibiendo su nombre de los abundantes yacimientos cupríferos existentes en sus inmediaciones.
| Parámetros climáticos promedio de San Antonio de los Cobres | Parámetros climáticos promedio de San Antonio de los Cobres | Parámetros climáticos promedio de San Antonio de los Cobres | Parámetros climáticos promedio de San Antonio de los Cobres | Parámetros climáticos promedio de San Antonio de los Cobres | Parámetros climáticos promedio de San Antonio de los Cobres | Parámetros climáticos promedio de San Antonio de los Cobres | Parámetros climáticos promedio de San Antonio de los Cobres | Parámetros climáticos promedio de San Antonio de los Cobres | Parámetros climáticos promedio de San Antonio de los Cobres | Parámetros climáticos promedio de San Antonio de los Cobres | Parámetros climáticos promedio de San Antonio de los Cobres | Parámetros climáticos promedio de San Antonio de los Cobres | Parámetros climáticos promedio de San Antonio de los Cobres |
| Mes                                                         | Ene.                                                        | Feb.                                                        | Mar.                                                        | Abr.                                                        | May.                                                        | Jun.                                                        | Jul.                                                        | Ago.                                                        | Sep.                                                        | Oct.                                                        | Nov.                                                        | Dic.                                                        | Anual                                                       |
| ----------------------------------------------------------- | ----------------------------------------------------------- | ----------------------------------------------------------- | ----------------------------------------------------------- | ----------------------------------------------------------- | ----------------------------------------------------------- | ----------------------------------------------------------- | ----------------------------------------------------------- | ----------------------------------------------------------- | ----------------------------------------------------------- | ----------------------------------------------------------- | ----------------------------------------------------------- | ----------------------------------------------------------- | ----------------------------------------------------------- |
| Temp. máx. abs. (°C)                                        | 25.4                                                        | 25.0                                                        | 25.0                                                        | 21.2                                                        | 24.5                                                        | 18.0                                                        | 17.3                                                        | 18.3                                                        | 20.0                                                        | 23.5                                                        | 23.2                                                        | 27.0                                                        | 27.0                                                        |
| Temp. máx. media (°C)                                       | 20.4                                                        | 20.4                                                        | 18.8                                                        | 17.9                                                        | 13.8                                                        | 11.6                                                        | 11.9                                                        | 12.1                                                        | 13.6                                                        | 17.3                                                        | 18.4                                                        | 21.0                                                        | 16.4                                                        |
| Temp. media (°C)                                            | 12.7                                                        | 12.5                                                        | 11.2                                                        | 9.6                                                         | 5.9                                                         | 3.5                                                         | 2.2                                                         | 3.2                                                         | 7.0                                                         | 10.6                                                        | 12.3                                                        | 12.4                                                        | 8.6                                                         |
| Temp. mín. media (°C)                                       | 4.2                                                         | 2.9                                                         | 1.4                                                         | -2.9                                                        | -5.7                                                        | -7.0                                                        | -7.7                                                        | -6.7                                                        | -4.6                                                        | -1.0                                                        | 0.5                                                         | 1.8                                                         | -2.1                                                        |
| Temp. mín. abs. (°C)                                        | -0.3                                                        | -2.0                                                        | -4.8                                                        | -8.5                                                        | -13.2                                                       | -14.5                                                       | -16.0                                                       | -13.0                                                       | -13.8                                                       | -9.2                                                        | -7.5                                                        | -3.5                                                        | -16.0                                                       |
| Precipitación total (mm)                                    | 44.0                                                        | 32.7                                                        | 19.4                                                        | 0.4                                                         | 0.2                                                         | 0.0                                                         | 0.0                                                         | 1.5                                                         | 0.6                                                         | 0.0                                                         | 1.1                                                         | 4.0                                                         | 103.9                                                       |
| Humedad relativa (%)                                        | 54                                                          | 49                                                          | 44                                                          | 36                                                          | 42                                                          | 44                                                          | 58                                                          | 44                                                          | 36                                                          | 34                                                          | 37                                                          | 47                                                          | 43.8                                                        |
| Fuente: Secretaría de Minería                               |                                                             |                                                             |                                                             |                                                             |                                                             |                                                             |                                                             |                                                             |                                                             |                                                             |                                                             |                                                             |                                                             |

## Historia
San Antonio de los Cobres fue la capital de un pequeño  departamento homónimo hasta 1900, en ese año pasó a ser la capital de la  Gobernación de los Andes y substituyó en esta función al fortín y caserío de Navarro.En 1943 al ser disuelta dicha  gobernación , el pueblo y dicho departamento fueron reintegrados a la provincia de Salta junto con el  departamento llamado  Pastos Grandes, ambos fueron fundidos en uno  que recibió el nombre de departamento de Los Andes, del cual la población de San Antonio de los Cobres  es la cabecera.
Su ubicación es estratégica: desde tiempos inmemoriales por la quebrada del Toro (un camino natural obligado entre el océano Pacífico y la gran llanura Chacopampeana) ha sido el corredor de poblaciones humanas, corrientes culturales, mercancías y ganados de este a oeste y viceversa en esta región de América.
A la llegada de los españoles en el siglo XVI la zona era el difuso límite entre las poblaciones urbanas de Incas —al oeste— y de Quechuas —al este—.
Durante la Guerra de la Independencia , y luego durante la guerra que la Confederación Argentina hubo de sostener contra la invasión de la Confederación Perú-Boliviana la quebrada del Toro (y especialmente San Antonio de los Cobres) fue lugar de paso de las tropas contendientes.

## Medios de comunicación
Radio La Voz de Los Andes 94.1 MHz; 
Diario Digital: Diario El Andino de Salta ; 
Radio FM Minería 97.5 MHz.

## Turismo
Entre sus atractivos turísticos se encuentra, a menos de 5 km al oeste de la ciudad, el viaducto La Polvorilla del Tren de las Nubes, correspondiente al Ferrocarril General Belgrano. Este viaducto se caracteriza por ser una especie de prolongado puente de gran altura, único en el mundo por su tramo de curva ascendente con rieles peraltados. Todo el Tren de las Nubes fue construido por el estado nacional argentino siguiendo el Plan de Fomento que debía unir a todas las capitales provinciales y territoriales argentinas.
También en los alrededores se encuentran las ruinas de la antiquísima ciudad precolombina de Tastil.

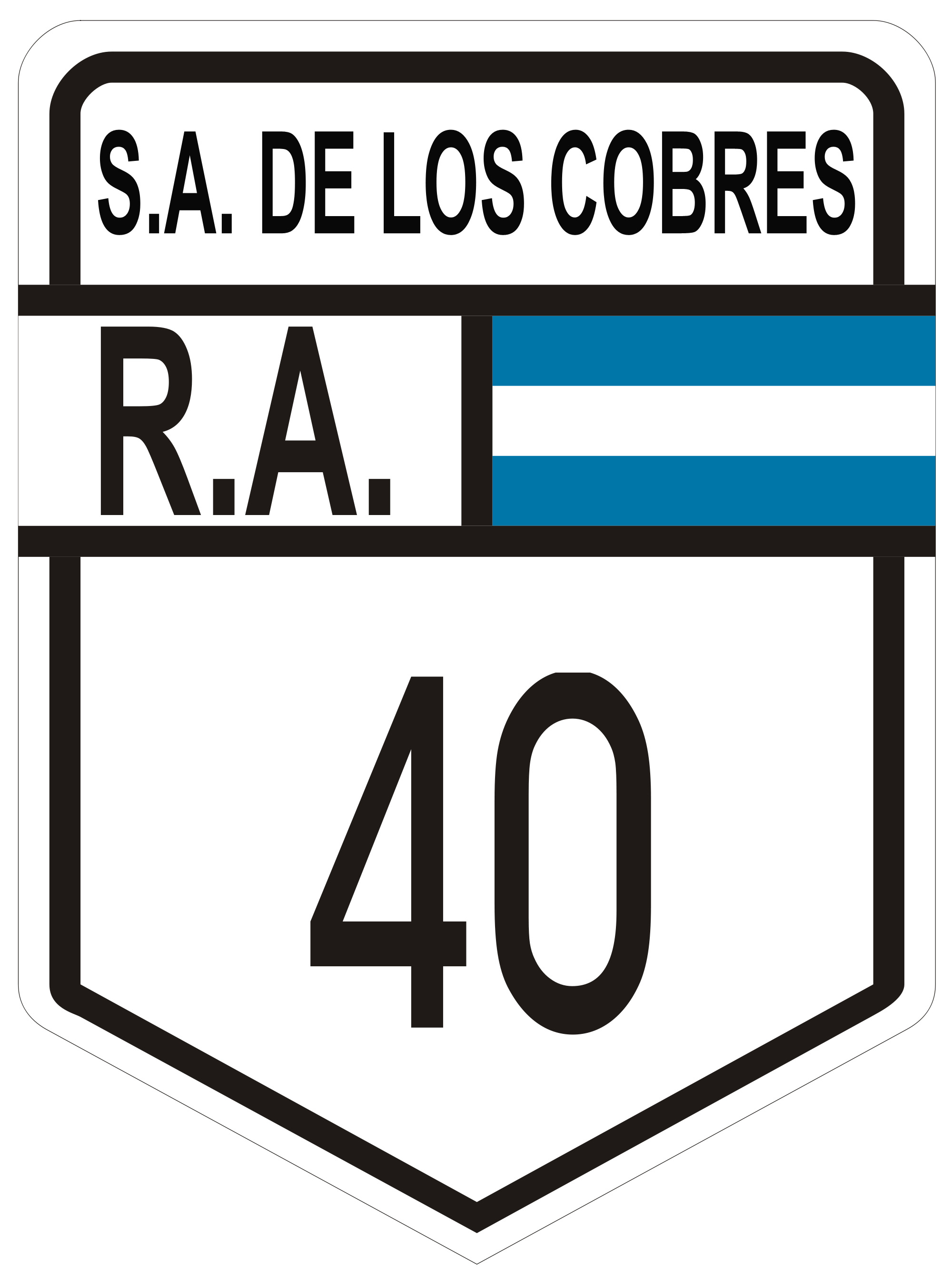
San Antonio de los Cobres forma parte del circuito turístico de la Ruta Nacional 40.

Gran parte de los atractivos turísticos de San Antonio de los Cobres ya han sido señalados, aunque desde 1995 durante los 1 de agosto esta pequeña ciudad es sede de la Fiesta Nacional de la Pachamama (Tierra Madre); durante tal celebración se realiza una procesión, se cava un pozo en la tierra, pozo que simboliza la «boca» de la tierra y se efectúa el rito del chauyaco (multiplicación) arrojando al mencionado pozo la parte principal de un banquete colectivo, esto es: bocados de Tistincha (un guiso preparado con corderito y/o llama), locro, humita y paparunas (pequeñas patatas). También se escancia caña quemada -o sino ginebra- con ruda macho macerada en la bebida espirituosa.

### Otros sitios cercanos de interés
- Susques
- Yacimiento arqueológico de Corralito
- Ruinas de la termas de Pompeya

## Presencia de las Fuerzas Armadas
| Unidad del Cu Ej San Antonio de los Cobres                 | Abreviatura                          |
| ---------------------------------------------------------- | ------------------------------------ |
| Grupo de Vigilancia de Cuartel «San Antonio de los Cobres» | Gpo Vig Cu San Antonio de los Cobres |

## Defensa Civil

### Sismicidad
La sismicidad del área de Salta es frecuente y de intensidad baja, y un silencio sísmico de terremotos medios a graves cada 40 años.
- Sismo de 1930: aunque dicha actividad geológica catastrófica, ocurre desde épocas prehistóricas, el terremoto del 24 de diciembre de 1930 (94 años),[5] señaló un hito importante dentro de la historia de eventos sísmicos salteños, con 6,4 Richter. Pero nada cambió extremando cuidados y/o restringiendo códigos de construcción.[4]
- Sismo de 1948: el 25 de agosto de 1948 (76 años) con 7,0 Richter, el cual destruyó edificaciones y abrió numerosas grietas en inmensas zonas[5][4]
- Sismo de 2010: el 27 de febrero de 2010 (15 años) con 6,1 Richter

## Fiestas Patronales
Comienza el 2 junio con la entronización y santa misa a cargo de la municipalidad , se realiza la fiesta en honor a San Antonio de Padua que se festeja el 13 junio, donde se comparte con vecinos de la localidad y de parajes cercanos, también en esta fiesta llegan misachicos (procesiones familiares) provenientes de todos los parajes del interior departamental y que inicia con un festival folclórico. El día de la fiesta se realiza la celebración religiosa, la procesión por las calles del pueblo es multitudinaria, amenizada por las bandas de sikus y bailes de suris, culminando con desfile cívico-militar. Es la principal fiesta del poblado.

### Fiesta de Sumalao
Se realiza el 5 de junio en el barrio pueblo nuevo , el cual es uno de los primeros barrios .

### Fiesta del Carmen
Esta fiesta se realiza en el 16 de julio.

## Galería

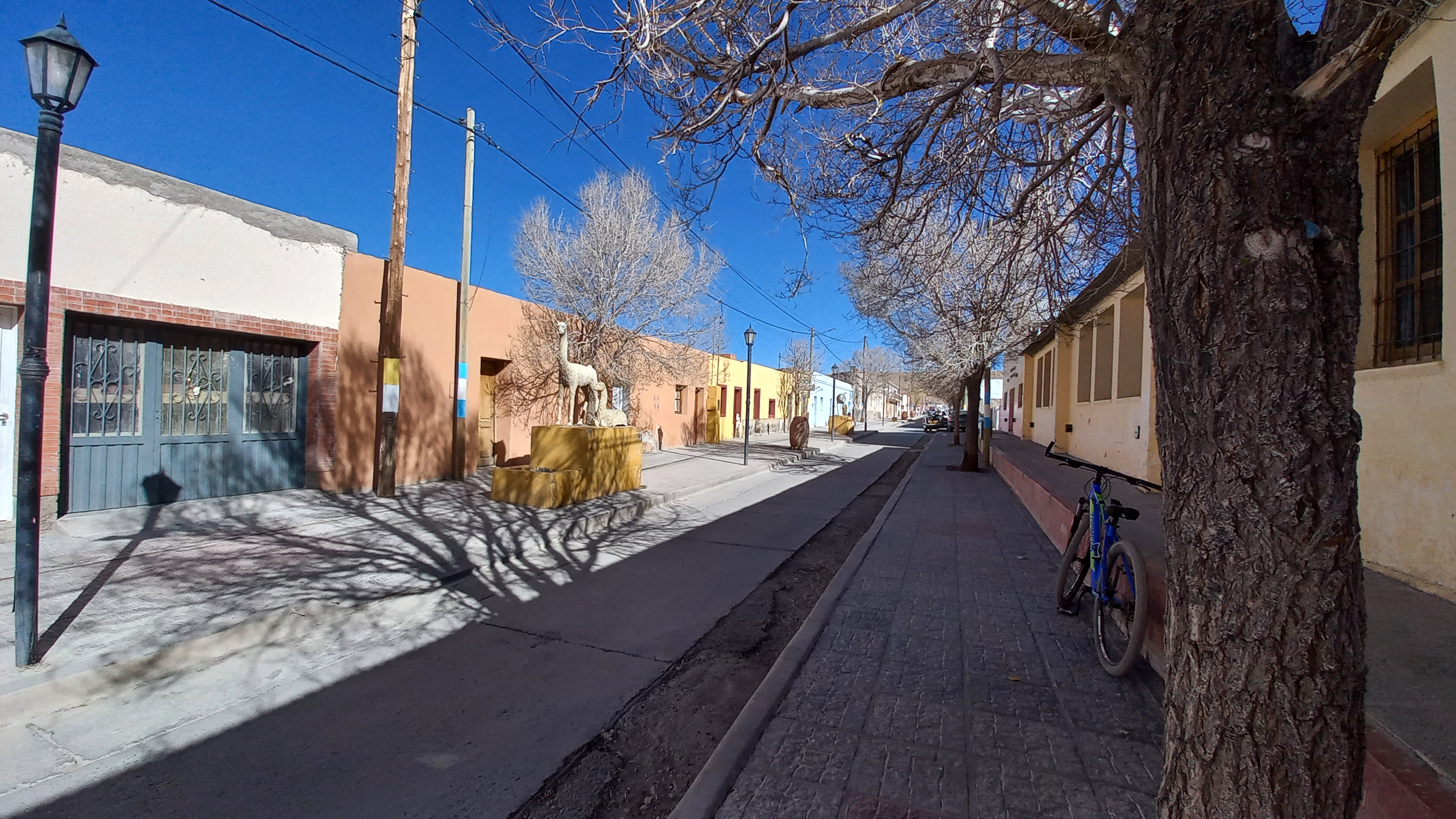
Peatonal del pueblo, ubicada en el centro
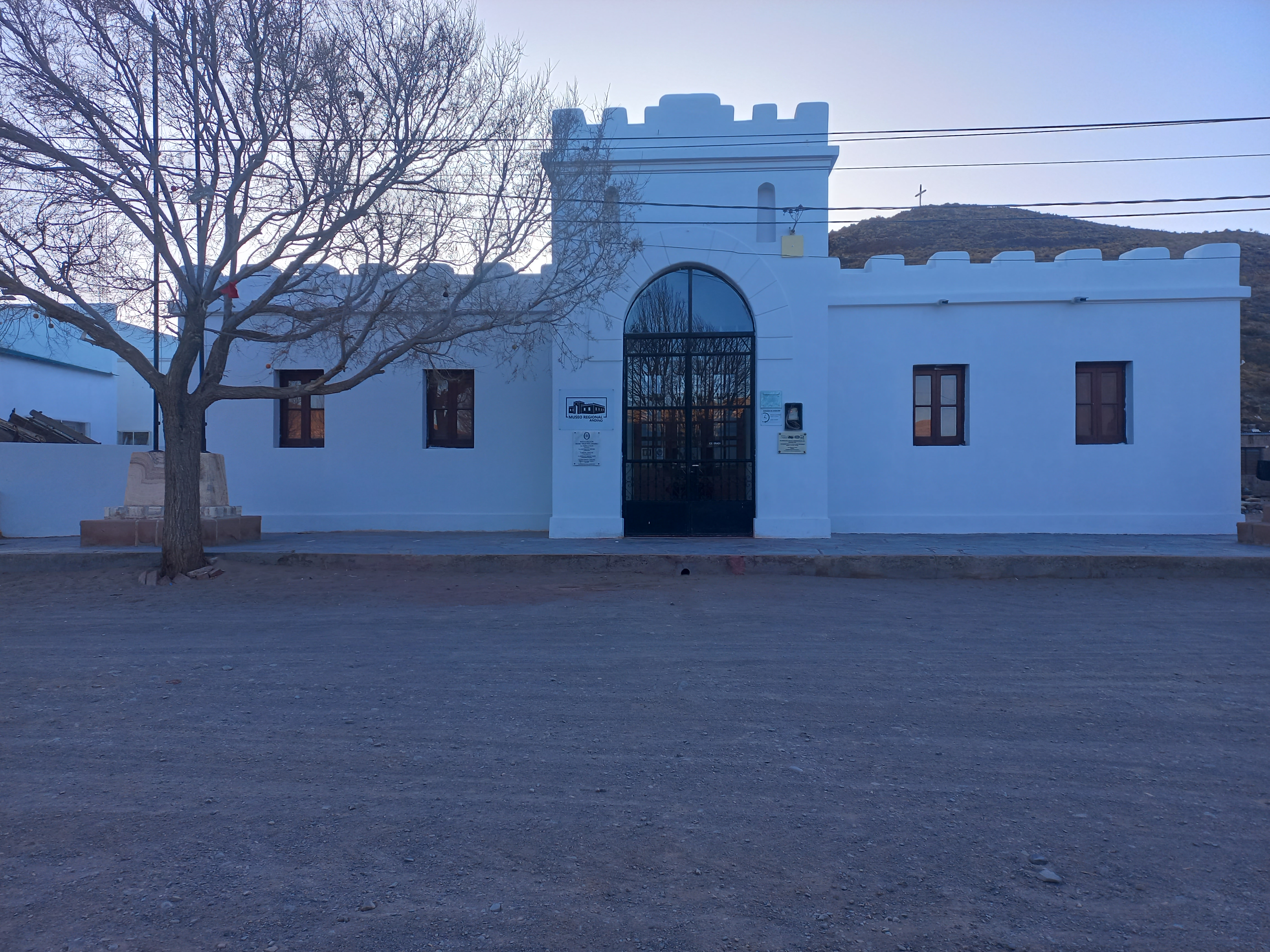
Museo Regional Andino: Monumento histórico nacional, la ex sede de la gobernación de los andes, se construyo a principios del siglo XX y este responde a un esquema de patio central con galería alrededor del cual abren todos los ambientes. Esta construcción fue realizada en adobe con cimientos de piedra, tirantearía de madera y cubierta de chapa
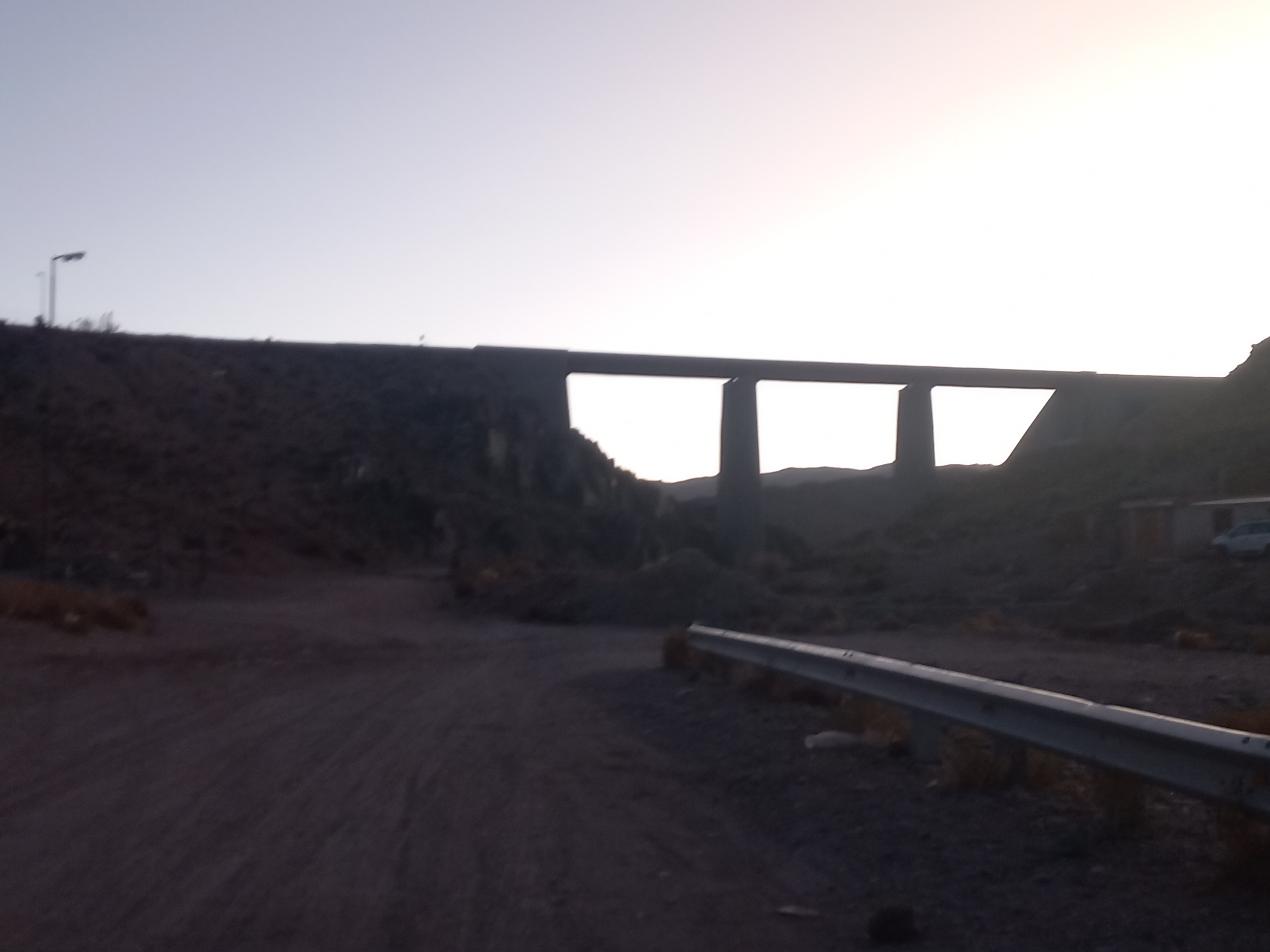
Puente Huaytiquina: Ubicado en la salida del pueblo,sobre la ruta 51, se construyó  en 1929
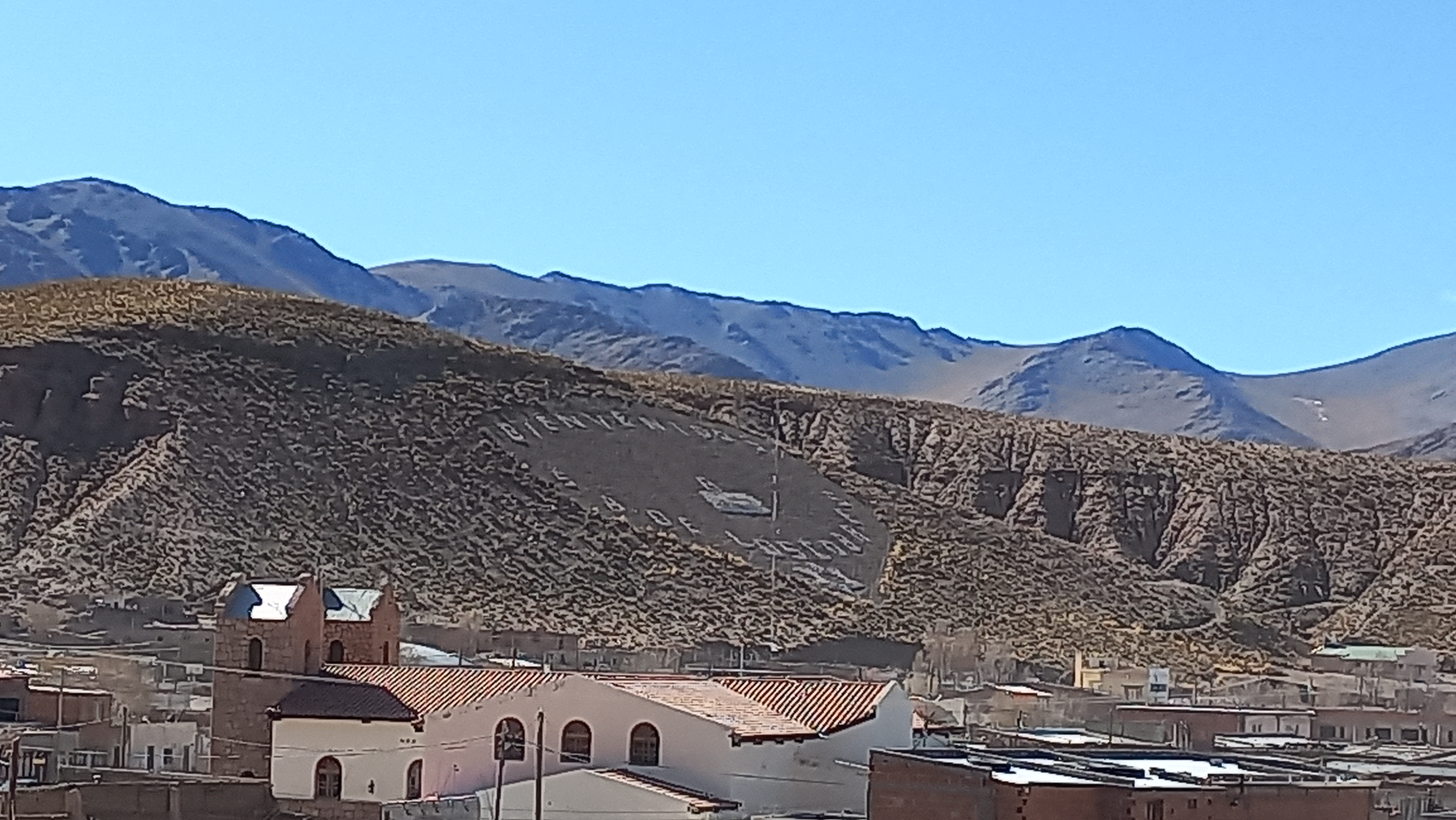
El mensaje de bienvenida hecho de piedras blancas ,por gendarmería
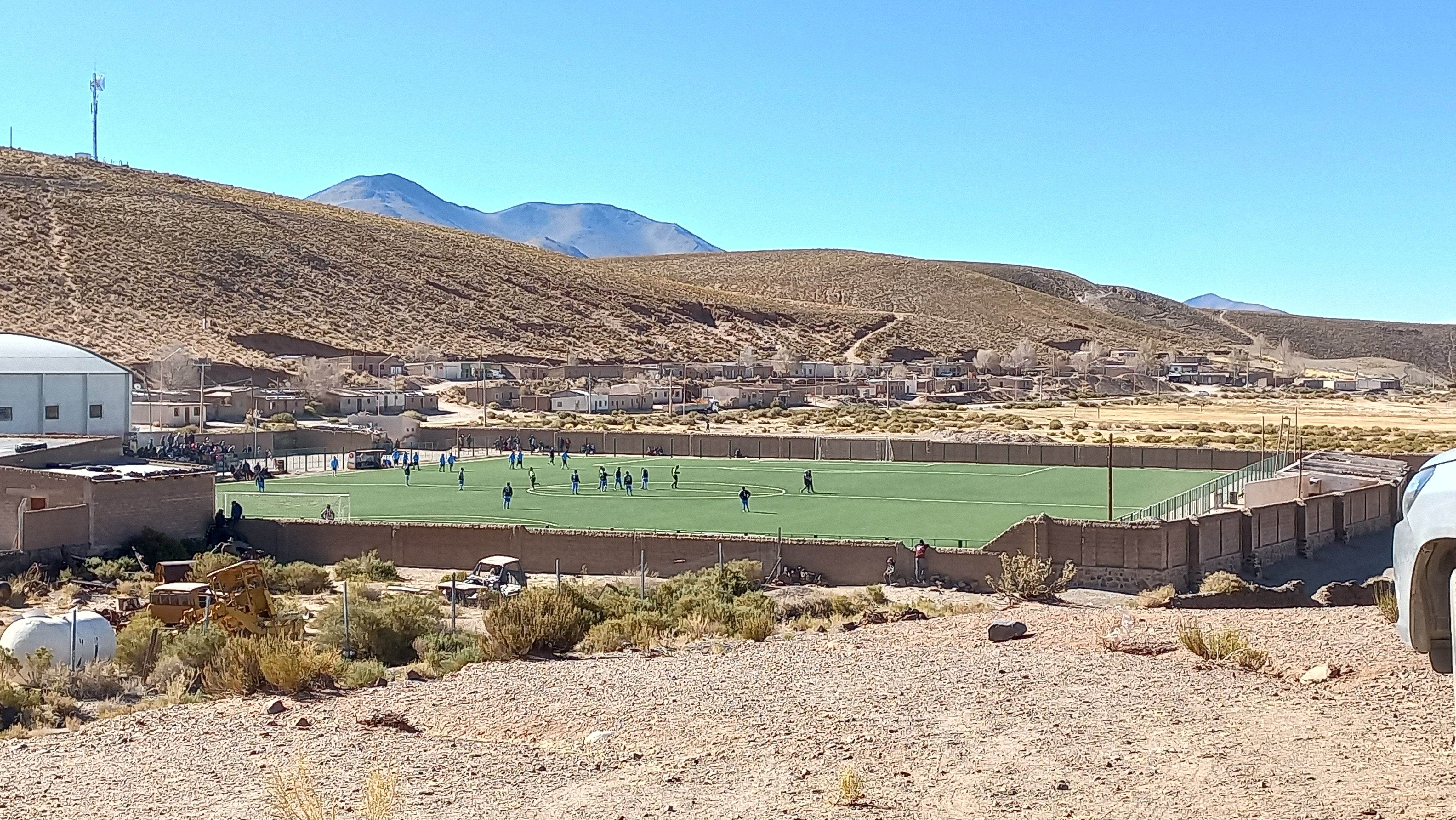
Complejo polideportivo municipal: Fue construido en 1984  y allí se realiza el interprovincial de futbol de la puna, donde también  participan equipos de las provincias de Jujuy y Catamarca
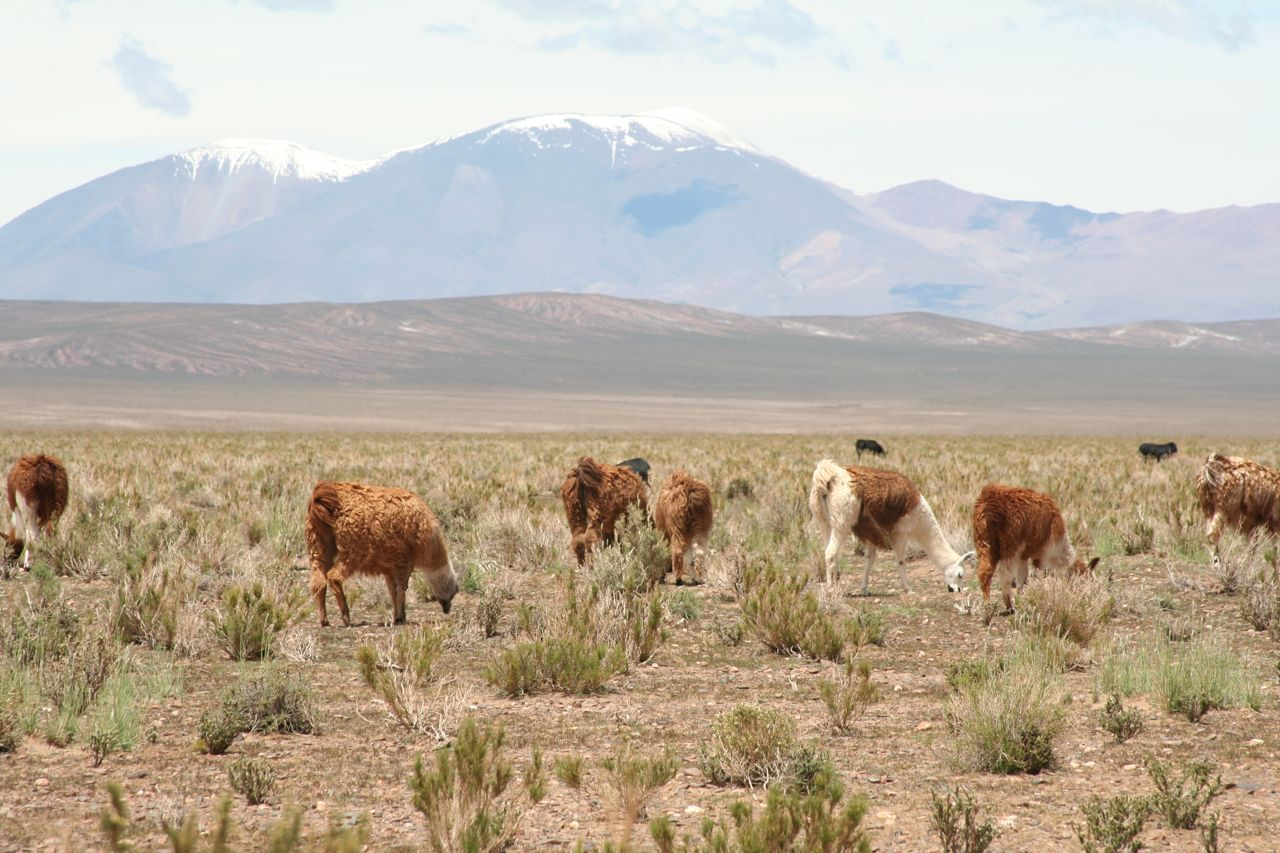
Alrededores de San Antonio
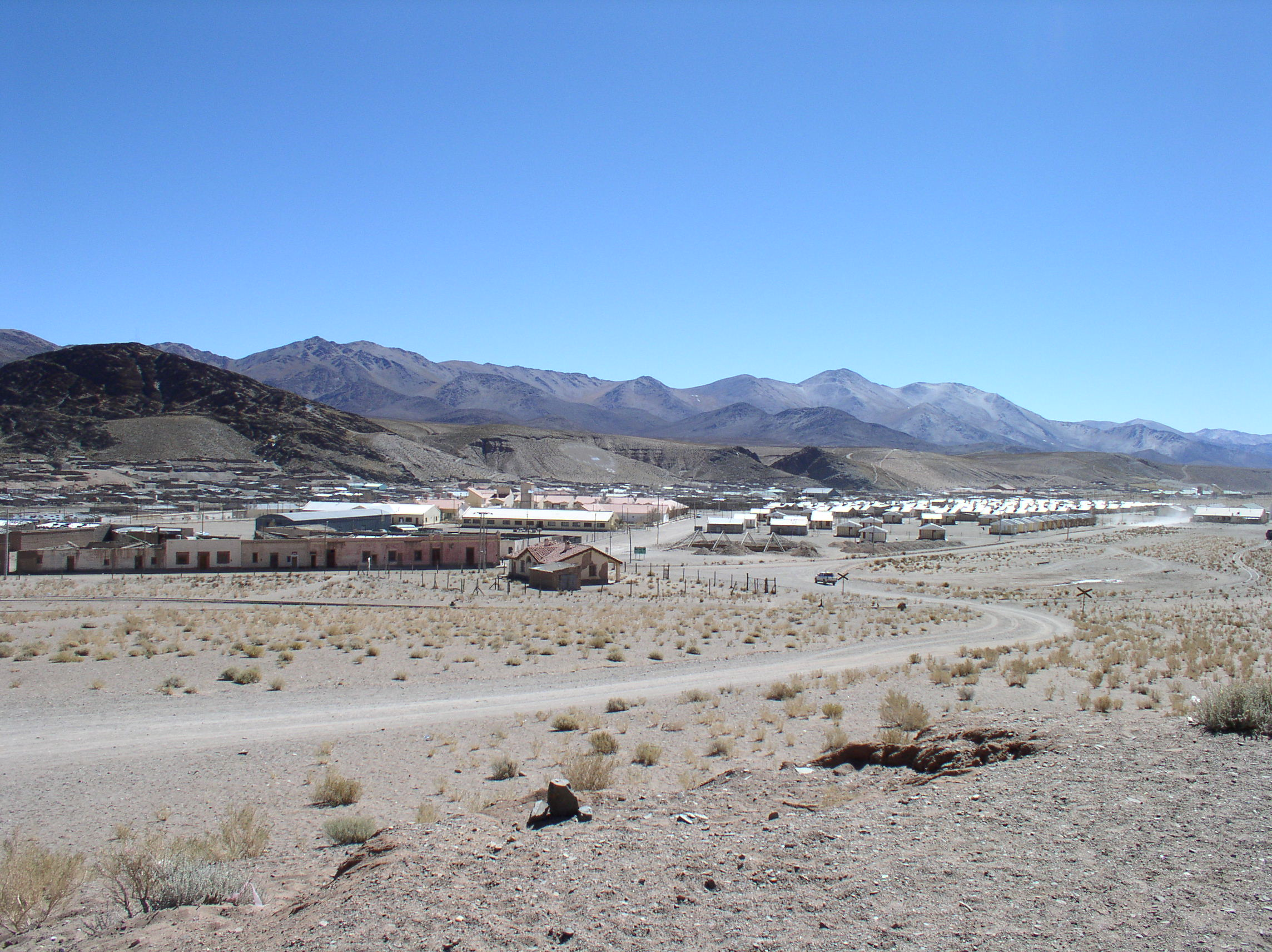
Vista general de la localidad
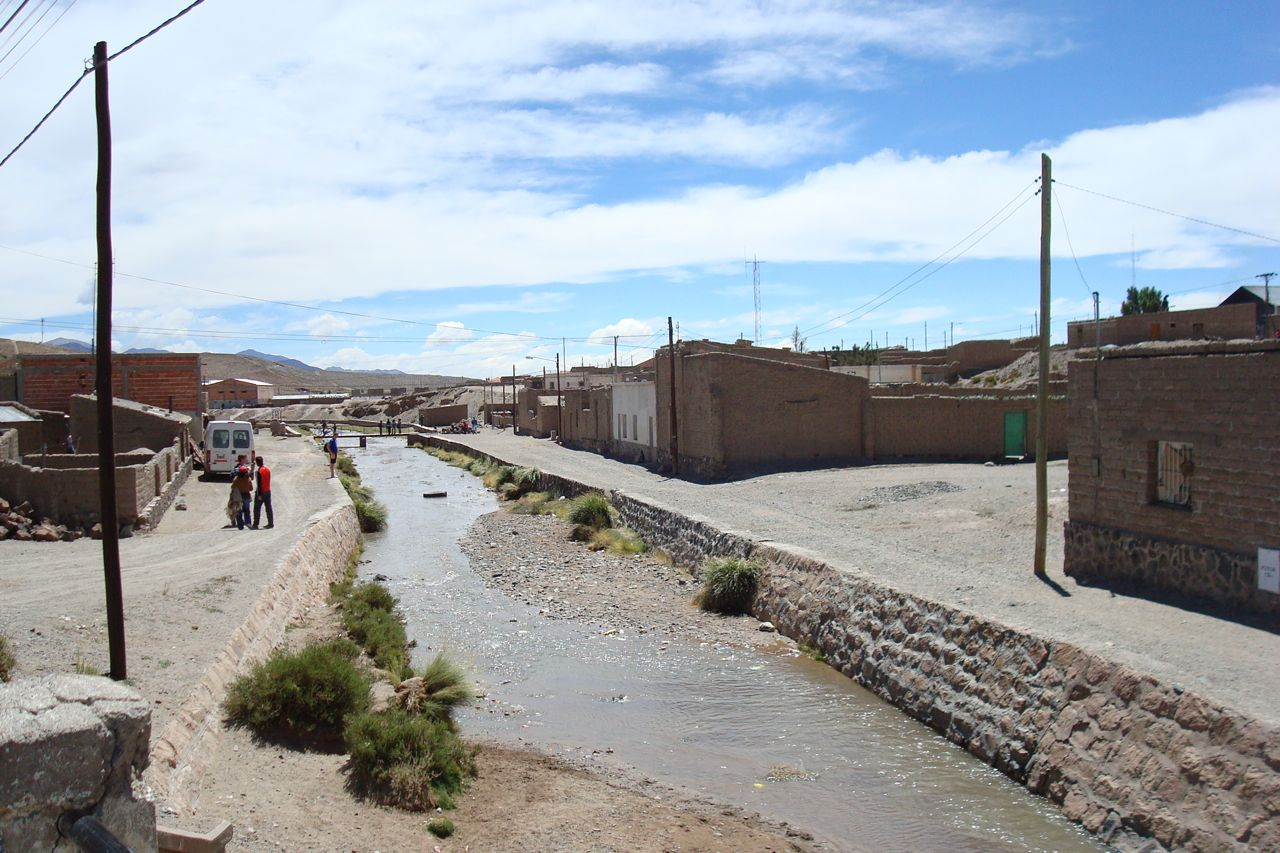
Arroyo que atraviesa el pueblo
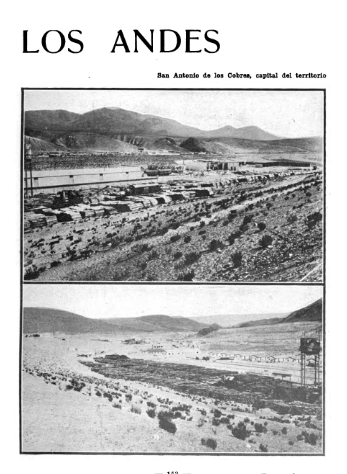
Publicidad del antiguo territorio y la estación.